# 井上明子
井上 明子（いのうえ あきこ、1985年5月20日 - ）は、日本の女性総合格闘家。鳥取県出身。

## 来歴
2004年3月20日のスマックガールでデビュー。当時は総合格闘技道場コブラ会に所属しており「三島☆ド根性ノ助の秘蔵っ子」と呼ばれていた。
その後コブラ会を離れフリーとして活動していたが、2004年10月9日、JDスター女子プロレスに「アストレス」5期生として入団。
JDスター入団後も総合格闘家としての活動を続け、同年11月26日のG-SHOOTO・Zepp Tokyo大会で愛弓を三角絞めで破り勝利。しかしその次の12月12日のCROSS SECTIONで吉田正子に敗れた際に拳を負傷、治療期間中に怪我が重なり翌2005年にJDスターを退団する。
JDスター退団後はG-SHOOTOを中心に試合に出場していたが、2006年に現役を退いた。
2015年メイ☆キッドに改名しROFC女子MMA で復帰戦をしたが、ドロー判定。
2018年にはアームレスリング全日本女子の3位に入賞し再び注目を集めた。
現在は格闘技の試合出場をしていないので
アームレスラーに転向したと思われる。